# Șîroke, Vînohradiv
Șîroke (în ucraineană Широке) este o comună în raionul Vînohradiv, regiunea Transcarpatia, Ucraina, formată numai din satul de reședință.

## Demografie
Componența lingvistică a comunei Șîroke
     Ucraineană (99,67%)
     Alte limbi (0,33%)
Conform recensământului din 2001, majoritatea populației comunei Șîroke era vorbitoare de ucraineană (99,67%), existând în minoritate și vorbitori de alte limbi.